# Paesi etnei
Con l'espressione paesi etnei ci si riferisce comunemente ai comuni che sorgono alle pendici del vulcano Etna nella Sicilia orientale. Quest'area coincide con la parte settentrionale dell'attuale città metropolitana di Catania.

## Geografia
La zona dei paesi etnei è delimitata geograficamente dal fiume Alcantara
a nord che la divide dai monti Peloritani e Nebrodi nella città metropolitana di Messina. Ad ovest ed a sud il fiume Simeto segna il confine con le alture dell'ennese. Nella valle il Simeto scorrendo nella piana di Catania separa la zona dei paesi etnei dal sistema montuoso ibleo. Infine ad est la zona è delimitata dalla costa ionica. La superficie totale della zona considerata è di circa 1.500 km².

### Flora, fauna e geologia
La fauna e la flora sono quelle tipiche mediterranee con peculiarità dovute all'altitudine del vulcano Etna, che in alcune aree presenta specie come la betulla molto più diffusa ad altre latitudini. In quest'area è presente anche la tipica ginestra etnea che si sviluppa come un albero, al contrario delle altre specie di ginestra che hanno uno sviluppo come cespuglio.
La regione è interessata da migrazioni stagionali di uccelli che, usando la vicina piana di Catania come punto di sosta, si spostano tra Africa ed Europa e viceversa. L'elemento che invece caratterizza fortemente la microregione è la sua origine vulcanica che con sciare e boschi, sempre più presenti all'aumento dell'altitudine, la cui vegetazione mette radici in pietre, rocce, e terra di colore nero creano il peculiare paesaggio locale.
Il vulcano Etna influenza l'attività umana e crea con la sua azione un paesaggio che, oltre le tipiche sciare, presenta dei rilievi montuosi di origine eruttivo-piroclastica chiamate colline etnee. Queste sono presenti in particolare nel territorio comunale di Nicolosi, Trecastagni, Pedara e Zafferana Etnea. Le colline possono essere coltivate con terrazzamenti o meno come le pendici di tutto il monte, o ricoperte da vegetazione e boschi spontanei, o ancora come nel caso dei Monti Rossi anche da pinete create appositamente.
Un tempo, almeno sino alla fine dell'Ottocento era possibile vedere, visitando le pendici del vulcano, animali quali il cinghiale, il lupo, e alcune specie di ungulati. Oggi sono presenti comunque volpi, conigli, istrici, lepri, gatti selvatici (rari), donnole, ricci. Non mancano i rettili come il ramarro, la lucertola e la vipera. Infine da ricordare la suddetta presenza di volatili quali l'aquila reale, il falco, lo sparviero, la poiana, ed il barbagianni oltre ad aironi, anatre e cicogne nelle zone più umide.
Lo sproloquio edilizio, la popolazione, la caccia e l'inquinamento hanno portato all'estinzione o alla notevole riduzione di diverse specie riguardo alla microregione etnea.

## Urbanistica e demografia
I comuni appartenenti a questa zona sono caratterizzati da un centro storico con chiese, cattedrali e palazzi antichi in pietra. Le costruzioni più recenti sono in cemento armato. Alcuni centri presentano vicoli e strade strette nella parte più antica; altri hanno un'impostazione viaria a scacchiera dovuta a ricostruzioni dopo distruzioni in seguito ad eruzioni vulcaniche e relative colate laviche: il caso più evidente è quello di Belpasso.
Catania, il centro principale, ha una struttura stradale ortogonale, con le vie che l'attraversano da est ad ovest e da nord a sud intervallate regolarmente da piazze. Tutti i comuni presentano in maniera più o meno evidente e diffusa palazzi in stile barocco siciliano edificati in seguito al terremoto del 1693. Le strade e le piazze come le chiese e i palazzi presentano basolati e marciapiedi in pietra lavica locale estratta e lavorata da apposite cave a cielo aperto. In passato era usata la rena rossa, estratta in cave, per realizzare malte e cemento usati in muratura e architettura.

### Popolazione
Gli abitanti sono stimati in 950.000, secondo l'ultimo censimento del 2014. Catania con circa 350.000 abitanti è di gran lunga il centro maggiore, fulcro della relativa area metropolitana, ovvero la metà sudorientale dei paesi etnei, e del cosiddetto arco etneo. Superano i 40.000 abitanti singoli comuni come Adrano, Paternò, Acireale e Misterbianco. Diversi comuni contigui come Giarre, Riposto, Gravina di Catania, Mascalucia insieme a centri minori formano conurbazioni, più o meno integrate con l'area metropolitana catanese. Questi centri hanno avuto negli ultimi decenni uno sviluppo edilizio iniquo e non controllato(palazzine rettangolari di cemento armato) che ha portato alla scomparsa di numerose aree naturali tipiche della zona come sciare e boschi, e di realtà rurali di antica tradizione.
L'area è inoltre soggetto di un intenso abusivismo edilizio e abbandono di rifiuti con la creazione di vere e proprie discariche a cielo aperto a cui viene dato fuoco ciclicamente, contribuendo all'impoverimento ecologico ed ambientale della zona messo in moto nel secondo dopo guerra dalle prime speculazioni edilizie 

## Tradizioni e produzioni
Oltre alla festa di Sant'Agata celebrata in Catania il 5 febbraio e alla festa di San Sebastiano ad Acireale festeggiata il 20 gennaio festa di Santa Barbara a Paternò il 4 dicembre, per quanto riguarda la fede cattolica seguiti sono il culto dei Santi Alfio Cirino e Filadelfo presso Trecastagni. Numerosi i santuari mariani presenti in zona come quello di Valverde, di Aci Catena, di Mompileri e di San Giovanni La Punta.
Come l'intera Sicilia ed il resto del mediterraneo sono presenti vigneti, uliveti, e agrumeti. Le produzioni locali più conosciute sono le fragole di Maletto, il miele di Zafferana, i pistacchi di Bronte ed i fichi d'india a Belpasso. Molto più famosi anche fuori dai paesi etnei i vini dell'Etna prodotti con alterne vicende almeno dal medioevo nella forma con terrazzamenti come la conosciamo oggi. Il vitigno più famoso è il Nerello mascalese.

### Elenco dei comuni

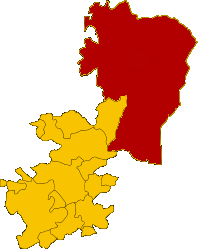
Territorio dei paesi etnei nella provincia di Catania

- Aci Bonaccorsi (3 200 abitanti)
- Aci Castello (18 122 abitanti)
- Aci Catena (28 749 abitanti)
- Aci Sant'Antonio (17 270 abitanti)
- Acireale (50 000 abitanti)
- Adrano (35 519 abitanti)
- Belpasso (28 181 abitanti)
- Biancavilla (23 982 abitanti)
- Bronte (25 000 abitanti)
- Camporotondo Etneo (4 464 abitanti)
- Castiglione di Sicilia (3 366 abitanti)
- Catania (300 000 abitanti)
- Fiumefreddo di Sicilia (9 835 abitanti)
- Giarre (27 988 abitanti)
- Gravina di Catania (27 337 abitanti)
- Linguaglossa (5 462 abitanti)
- Maletto (4 061 abitanti)
- Maniace (3 682 abitanti)
- Mascali (13 464 abitanti)
- Mascalucia (31 259 abitanti)
- Milo (1 089 abitanti)
- Misterbianco (49 948 abitanti)
- Motta Sant'Anastasia (11 924 abitanti)
- Nicolosi (7 229 abitanti)
- Paternò (49 616 abitanti)
- Pedara (14 889 abitanti)
- Piedimonte Etneo (4 106 abitanti)
- Ragalna (3 649 abitanti)
- Randazzo (11 186 abitanti)
- Riposto (14 932 abitanti)
- San Giovanni la Punta (22 630 abitanti)
- San Gregorio di Catania (11 604 abitanti)
- San Pietro Clarenza (7 160 abitanti)
- Sant'Agata li Battiati (9 396 abitanti)
- Sant'Alfio (1 663 abitanti)
- Santa Maria di Licodia (7 108 abitanti)
- Santa Venerina (8 405 abitanti)
- Trecastagni (10 626 abitanti)
- Tremestieri Etneo (20 887 abitanti)
- Valverde (7 760 abitanti)
- Viagrande (8 090 abitanti)
- Zafferana Etnea (9 450 abitanti)